# Nemadactylus vemae
Nemadactylus vemae är en fiskart som först beskrevs av Penrith, 1967.  Nemadactylus vemae ingår i släktet Nemadactylus och familjen Cheilodactylidae. Inga underarter finns listade i Catalogue of Life.